# Vĩnh Hội Đông
Vĩnh Hội Đông is een xã in het district An Phú, een van de districten in de Vietnamese provincie An Giang in de Mekong-delta. Vĩnh Hội Đông ligt tegen de grens met Cambodja en is dus een grensdorp. Bij Vĩnh Hội Đông komen twee zijrivieren van de Mekong samen.